# Tennfjord
Tennfjord est un village situé à l'extrémité du Grytafjorden dans la municipalité d'Ålesund, dans le comté de Møre og Romsdal, en Norvège. Le village de Tennfjord se trouve juste au sud des villages d'Eidsvik et de Vatne. Eidsvik se trouve dans la partie nord-est de la vallée du fjord, tandis que Tennfjord se trouve au sud. Tennfjord est également situé à une courte distance au nord du village de Skodje, le pont de Skodje étant situé à 6 kilomètres au sud. Plus de 900 habitants vivent dans le village de Tennfjord. Il possède son propre chœur de voix d'hommes : Tennfjord Mannskor .